# Mike Wolfs
Mike Wolfs (ur. 2 września 1970, Port Credit) – kanadyjski żeglarz sportowy, olimpijczyk.
W 2004 reprezentował swój kraj na igrzyskach olimpijskich w Atenach. Wraz z partnerującym mu Rossem MacDonaldem zdobyli drugie miejsce w klasie Star.